# Partia Wolności Narodu
Partia Wolności Narodu (Partija Wolji Naroda, PWN) – niewielka, lecz wpływowa ukraińska partia, działająca w II Rzeczypospolitej od połowy 1924.
Powstała z lewicowej rusofilskiej grupy socjalistów, działała w Galicji Wschodniej. Na jej czele stali: Kiryło Walnyćkyj, Mychajło Zajać i Kuźma Pełechatyj.

## Literatura
- Ryszard Torzecki, Kwestia ukraińska w Polsce w latach 1923-1929, Kraków 1989, ISBN 83-08-01977-3.